# Anduel Xhindi
Anduel Xhindi (ur. 25 listopada 1987 w Kurjanie w okręgu Fier) – albański ekonomista, deputowany do Zgromadzenia Albanii z ramienia Socjalistycznej Partii Albanii.

## Życiorys
Ukończył studia z zakresu finansów na Uniwersytecie Tirańskim. W 2017 roku został deputowanym do albańskiego parlamentu z ramienia Socjalistycznej Partii Albanii.
Deklaruje znajomość języka angielskiego i włoskiego.